# جيروذ بولانوس
جيروذ بولانوس (الاسم العلمي: Neotoma palatina) هي نوع من الحيوانات تتبع جنس الجيروذ من فصيلة الفأرية.